# Адамовка (Носовский район)
Ада́мовка (укр. Адамівка) — село в Носовском районе Черниговской области Украины. Население 464 человека. Занимает площадь 1,2 км².
Код КОАТУУ: 7423881002. Почтовый индекс: 17121. Телефонный код: +380 4642.

## Власть
Орган местного самоуправления — Держановский сельский совет. Почтовый адрес: 17120, Черниговская обл., Носовский р-н, с. Держановка, ул. Леси Украински, 4а.